# Видодо, Алоисиус Сламет
Алои́сиус Сламе́т Видо́до (индон.  Aloysius Slamet Widodo  ; 29 февраля 1952, Суракарта) – индонезийский поэт и архитектор. Среди друзей «Мамик».

## Краткая биография
В 1976 г. окончил Бандунгский технологический институт. По профессии архитектор, но уже давно пишет стихи – опубликовано семь сборников. В центре внимания поэта абсурдные стороны человеческой жизни. Человек в его стихах предстаёт как бы обнажённым со всеми его достоинствами и недостатками. Следуя яванской традиции, поэт часто прибегает к гротескным и сатирическим формам повествования .
Участник группы «Поэты, отвергающие коррупцию». Стихи поэта положены на музыку композитором Ризалди Сиагианом в рамках его музыкальной композиции «Жизнь в экспрессии театра звука». Возглавляет литературное сообщество «Побег бамбука», которое проводит ежемесячные встречи в кафе «Апресиаси» в Джакарте. Католик.

## Признание заслуг
- Награда  Японского кинофестиваля дикой природы за  сценарий  документального  фильма  «Лес мой рыдает» (Hutanku Meratap) (2009).
- Награда на конкурсе микродокументальных фильмов в рамках программы Всемирного банка по борьбе с социальными последствиями климатических изменений за  сценарий  документального  фильма  «Лес мой рыдает» (2009)[6].

## Основные публикации
- Potret Wajah Kita. Jakarta: Kepel Press, 2004.
- Bernapas Dalam Resesi. Jakarta: Precil Production, 2005.
- Kentut. Jakarta: Precil Production,  2006.
- Selingkuh. Jakarta: Precil Production, 2007.
- Simpenan. Jakarta: Precil Production, 2010.
- Namaku Indonesia. Jakarta: Pena Kencana, 2012.
- Ijab Kibul. Jakarta: Pena Kencana, 2013 [7].

## Переводы стихов поэта на русский язык
- Сожаление (Penyesalan); Член (Zakar)[8].